# Atrybucja wewnętrzna
Atrybucja wewnętrzna – inaczej atrybucja dyspozycyjna; rodzaj atrybucji w psychologii, zakładający iż przyczyną danego zdarzenia były cechy jego sprawcy (np. zdolności lub ich brak, inteligencja, włożony wysiłek, cechy osobowości) w przeciwieństwie do czynników zewnętrznych wobec sprawcy (np. przypadek, trudność zadania, sytuacja zewnętrzna, rola społeczna, normy społeczne, itp.).
Przykład: Sebastian zdał kiepsko egzamin z psychologii. 

Przykład atrybucji wewnętrznej (dyspozycyjnej): Sebastian jest głupi. 

Przykład atrybucji zewnętrznej (sytuacyjnej): Były trudne pytania.
Ludzie na ogół mają skłonność do zbyt częstego używania atrybucji wewnętrznej kosztem zewnętrznej. Efekt ten nazywa się podstawowym błędem atrybucji. Jeśli chodzi o własne czyny, to atrybucja zależy od ich sukcesów (zobacz: atrybucje w służbie ego), tendencja samoobronna, ukierunkowania uwagi (zobacz: błąd aktora-obserwatora), samooceny (zobacz: samoutrudnianie), cech osobowości (zobacz: poczucie umiejscowienia kontroli).